# Gaucher III. od Châtillona
Gaucher III. od Châtillona (? - 1219.) bio je francuski plemić, grof Saint-Pola te lord Toissyja i Pierrefondsa. On je bio sin Guya II. od Châtillona i njegove žene Adele de Dreux te se spominje u nekoliko povelja kao donator.
Gaucher je oženio Elizabetu od Saint-Pola; bio joj je prvi muž. Vjenčali su se 1196. Ovo su njihova djeca:
- Guy od Châtillona
- Hugo I. od Châtillona[4]
- Eustahija